# Igreja Paroquial de Canford Magna

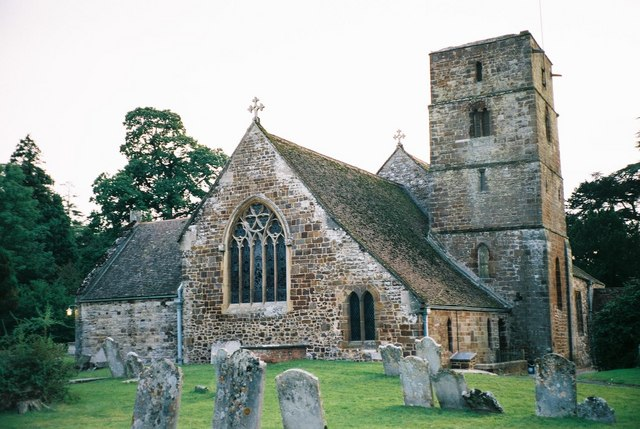
Igreja Paroquial de Canford Magna

A Igreja Paroquial de Canford Magna em Canford Magna, Dorset, Inglaterra - possivelmente dedicada a Santo Agostinho - é uma mistura de arquitectura saxónica, normanda e gótica média.
O English Heritage designou-o como um edifício listado como Grau I.